# Huallaga Vallis
L'Huallaga Vallis è una struttura geologica della superficie di Marte.